# Moon (Film)
Moon (oder Moon – Die dunkle Seite des Mondes) ist ein britisches Science-Fiction-Drama aus dem Jahr 2009 und das Regiedebüt von Duncan Jones. Der US-amerikanische Schauspieler Sam Rockwell spielt in dem Film eine Doppel- bzw. Mehrfachrolle als Astronaut Sam Bell.

## Handlung
In einer nicht genauer bestimmten Zukunft wird der Energiebedarf der Erde zu etwa 70 % durch Helium-3 gedeckt, das auf der „dunklen Seite des Mondes“ – der erdabgewandten Mondseite – durch mehrere, Harvester genannte, riesige Maschinen abgebaut wird. Der weitgehend automatisierte Förderprozess benötigt nur noch einen einzigen menschlichen Bediener. Im Auftrag des weltweit größten Produzenten von Fusionsenergie Lunar Industries Limited arbeitet der Astronaut Sam Bell in einer allein zu diesem Zweck errichteten Mondbasis. Dabei wird er von einer künstlichen Intelligenz namens GERTY unterstützt. Nach fast drei Jahren ohne direkten Kontakt zu anderen Menschen steht er vierzehn Tage vor seiner Ablösung. Mit seiner Frau Tess und seiner kleinen Tochter Eve auf der Erde steht er nur per Video-Botschaften in Verbindung. Eine Live-Verbindung zur Erde ist wegen anhaltender technischer Probleme mit einem Kommunikationssatelliten nicht möglich. Sam ist physisch und psychisch in schlechter Verfassung und leidet an Halluzinationen, wodurch es zu einem Unfall mit einem Harvester außerhalb der Basis kommt.
Sam wird nach dem Unfall von seinem drei Jahre jüngeren Klon gerettet, den GERTY inzwischen aktiviert hat. Nach anfänglichen Streitereien begreifen der jüngere und der ältere Sam, was in der Station vor sich geht, und kooperieren. Mit GERTYs Hilfe entdecken sie, dass es neben ihnen noch hunderte weitere Klone gibt. Diese warten inaktiv in einem geheimen Untergeschoss der Basis auf ihren Einsatz. Der „Drei-Jahres-Vertrag“ ist zugleich die Lebenserwartung der Klone. Nach Ablauf dieser drei Jahre wurde jeder vorherige Klon in der vermeintlichen Rückflugkapsel vernichtet. Klone werden auch dann getötet, wenn sie ihre Aufgabe nicht mehr erfüllen können. Die Erinnerungen der diversen Sam Bells an ihre Familie auf der Erde sind mittlerweile etwa 15 Jahre alte Kopien des Bewusstseins eines ursprünglichen Sam Bell, der auf der Erde bei seiner Tochter lebt, während die Ehefrau längst tot ist.
Die Firma schickt das „Rettungsteam“ ELIZA, um die Folgen des Unfalls zu bereinigen; die beiden Sam Bells müssen daher um ihr Leben fürchten.
Der ältere Sam, dem Sterben nahe, wird vom jüngeren Sam zurück zum Unfallort in den verunglückten Rover gebracht, um dem „Rettungsteam“ das Geschehene zu verschleiern. Zusätzlich wird GERTY auf eigenen Wunsch hin neu gebootet, um zu verhindern, dass dessen Speicher ausgelesen wird und Lunar Industries so von den Vorgängen erfährt. Der jüngere Sam zerstört mit den Harvestern die abseits der Basis gelegenen Störsender, mit denen bis dahin ein direkter Funkkontakt zwischen Mondbasis und der Erde verhindert wurde. Dadurch versucht er, einem von ihm und GERTY aktivierten dritten Sam nach Abzug des „Rettungsteams“ die Situation zu vermitteln. Noch bevor der neueste Sam erwacht, gelingt es dem jüngeren Sam, sich mit einer Helium-3-Transport-Kapsel zur Erde zu schießen.
Im Epilog berichten mehrere Nachrichtensendungen auf der Erde ausführlich und in verschiedenen Sprachen über die Rückkehr des Klons zur Erde. Aufgrund der Vorwürfe krimineller Aktivitäten auf dem Mond stürzt der Aktienkurs von Lunar Industries ab, und der jüngere Sam macht eine Aussage vor einem wichtigen Aufsichtsgremium in Seattle. Allerdings wird in einem Telefonat noch der Vorwurf erhoben, der „angebliche Klon“ sei ein „Spinner oder illegaler Einwanderer“, so oder so gehöre er ins Gefängnis, was als ein Versuch von Lunar Industries interpretiert werden kann, den Vorfall zu vertuschen.

## Hintergrund

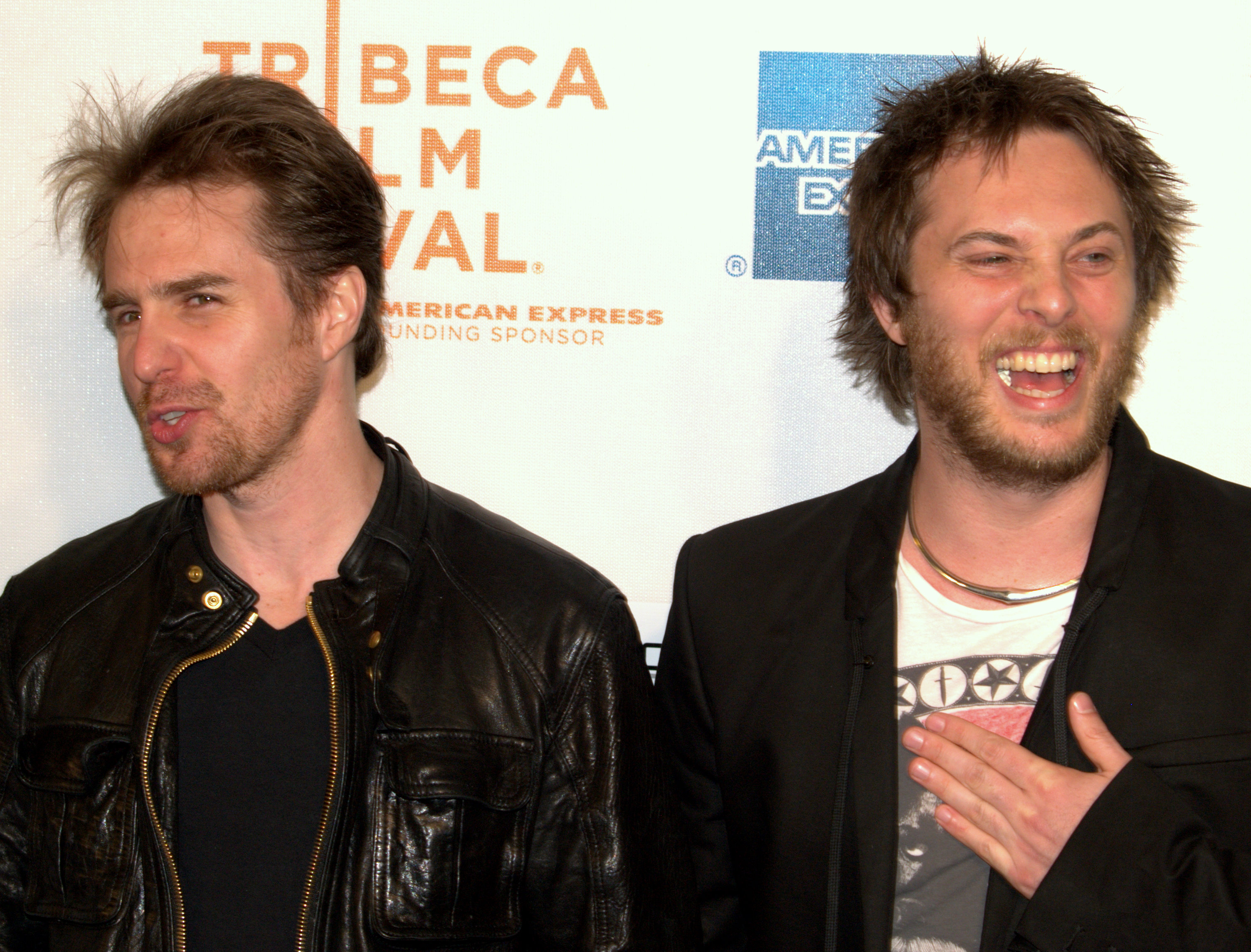
Rockwell und Jones bei einer Aufführung von Moon auf dem Tribeca Film Festival.

Der Film wurde an 33 Drehtagen in den Shepperton Studios produziert und im Januar 2009 auf dem Sundance Film Festival uraufgeführt. Die Aufführung in Kinos in den USA begann im Juni 2009. Der Film spielte an der Kinokasse ca. 9,7 Millionen US-Dollar ein; dem standen Produktionskosten von ca. 5 Mio. US-Dollar gegenüber. Der Film ist seit November 2009 in Großbritannien auf DVD und Blu-ray Disc erhältlich; seit Januar 2011 auch in Deutschland. Regulärer Kinostart in Deutschland war am 15. Juli 2010.

## Synchronisation
| Rolle      | deutscher Sprecher |
| ---------- | ------------------ |
| Sam Bell   | Dietmar Wunder     |
| GERTY      | Till Hagen         |
| Tess Bell  | Katrin Zimmermann  |
| Eve        | Maria Koschny      |
| Thompson   | Tobias Kluckert    |
| Overmeyers | Dennis Schmidt-Foß |
| Techniker  | Johannes Berenz    |

## Kritiken
Der Film wurde von der Kritik überwiegend positiv aufgenommen. Rotten Tomatoes verzeichnet eine Metawertung von 90 Prozent, basierend auf über 196 Kritiken.
Im Lexikon des internationalen Films wird das Werk als „kammerspielartiges Science-Fiction-Drama“ bezeichnet. Moon sei ein Film, der „mit Referenzen an Klassiker eine spannungsreiche Assoziationskette um Frage nach Einzigartigkeit und Originalität in Gang setzt, ohne jedoch die philosophischen Tiefendimensionen der Vorbilder anzustreben. Ein ruhig erzählter, vor allem formal überzeugender Genrefilm.“
Hanns-Georg Rodek lobt in der Welt am Sonntag, dass philosophische Fragen in den Vordergrund rücken könnten, denn „ein knappes Budget, das keine Spezialeffektorgien zulässt, bedingt eine gescheite Fabel.“ Er erkennt, dass der Film „die größte aller philosophischen Fragen“ bearbeite: „Was macht eigentlich einen Menschen aus? Der taucht hier in allen denkbaren Formen auf, als Original, als Klon und sogar als elektronisches Gehirn.“
Auch Michael Althen von der Frankfurter Allgemeinen Zeitung sieht in der Reduktion beim Einsatz von Spezialeffekten Vorteile: Moon sei „ein pfiffiger Science-Fiction-Film alter Schule, in dem die sparsam eingesetzten Effekte nur Mittel zum Zweck sind.“ Trotz vieler Rückgriffe innerhalb des Genres erhalte der Film dadurch eine besondere Aufwertung, denn „die Lieblingsfrage des Genres nach der Identität des Menschen [wird] um eine interessante Variante erweitert. Aus der One-Man-Show des eindrucksvollen Schauspielers Sam Rockwell wird quasi eine Two-Men-Show, und das scheinbar so kleine Science-Fiction-Drama entwickelt echten Mehrwert.“
Wilfried Hippen von der Tageszeitung ist ähnlicher Meinung und stellt bei Moon den Bezug zu bekannten Motiven heraus: Der Film belebe „das schöne alte Genre der Weltraumfilme mit Mondmobil, Raumanzug und Zitaten aus 2001 neu“. Gleichzeitig erkennt er jedoch wichtige Variationen, sodass etwas Neues erschaffen werden könne: „Nun ist es ein Prinzip des Genrefilms, dass in ihm jeweils das Bekannte neu variiert und arrangiert wird, und in diesem Sinne ist ‚Moon‘ gewitzt, spannend und einfallsreich.“ So schaffe es der Hauptdarsteller Sam Rockwell, „überzeugend gegen sich selber anzuspielen, und die erzählerischen Wendungen sind so gut vorbereitet und kaschiert, dass auch ein Kenner des Genres bis zum Schluss überrascht wird.“
Martina Knoben von der Süddeutschen Zeitung hebt schließlich erneut die philosophischen Aspekte des Films hervor, wenngleich sie zusätzliche Elemente vermisst: „Die philosophischen Fragen bilden schließlich nur den anregenden Hintergrund für eine spannende Psychostudie und einen etwas weniger spannenden Thriller.“ Zudem stellt sie heraus, dass Moon ein Film sei, der weniger das Neue suche, sondern eine Hommage an vergangene Werke darstelle: „Moon führt nicht auf neues, unbekanntes Terrain, wie es James Cameron in Avatar so spektakulär eröffnet hat, Duncan Jones ist lässiger. Die Klon-Partikel, die er verwendet, all die Zitate aus seinen Lieblingsfilmen, feiern die Originalität ihrer Macher.“

## Trivia
Der ältere Klon wird im Film mehrfach durch einen Wecker geweckt, der „The One and Only“, gesungen von Chesney Hawkes abspielt, eine ironische Anspielung auf die vielfache Existenz identischer Klone.
Beim Tischtennisspiel gegen seinen Klon nutzt Sam die veraltete Zählweise bis 21, obwohl schon seit 2001 Sätze nur bis zur Punktzahl 11 ausgetragen werden.
Im Jahr 2013 erschien mit Oblivion ein Spielfilm, der in zentralen Aspekten mit der Handlung von Moon übereinstimmt, so bauen in beiden Filmen u. a. Klone ohne Kenntnis voneinander Ressourcen auf einem sonst unbesiedelten Himmelskörper zur Energieversorgung der Menschheit ab.

## Auszeichnungen
- British Independent Film Awards 2009 (Bester britischer Independentfilm)
- BAFTA Award 2010 (Beste Nachwuchsleistung)
- Hugo Award 2010 (Best Dramatic Presentation)
- Fantastic’Arts 2010 (Special Prize)